# Jairo Izquierdo
Jairo Izquierdo González (Santa Cruz de Tenerife, 22 de octubre de 1993), más conocido como Jairo, es un futbolista español que juega como centrocampista en el Elche C. F. de la Segunda División de España.

## Trayectoria
Comenzó su carrera futbolística en las categorías inferiores del C. D. Tenerife. Tras debutar con el primer equipo, formó durante tres temporadas en las filas del filial tinerfeño.
En 2014 realizó su tercera pretemporada con el primer equipo del C. D. Tenerife y, tras dos años siendo uno de los jugadores importantes en el filial blanquiazul, afrontó con ilusión la puerta que le había abierto Álvaro Cervera para quedarse en la plantilla.
En agosto de 2014 fue cedido al Real Murcia. En el mercado invernal de la temporada 2016-17 se fue cedido a la U. D. Melilla, con el que compitió durante la segunda vuelta en la Segunda División B.
En mayo de 2017 el Extremadura U. D. anunció su llegada al conjunto azulgrana.
El 18 de agosto de 2018 fichó por el Girona F. C. 11 días más tarde fue cedido al Cádiz C. F. Tras su cesión al conjunto gaditano, y al no haber conseguido el equipo andaluz el ascenso, volvió a incorporarse a las filas del Girona F. C.
El 5 de octubre de 2020 regresó al Cádiz C. F., que entonces sí jugaba en la Primera División, nuevamente cedido por el Girona F. C. una temporada. Volvió a Girona en la temporada 2021-22 y jugó 40 partidos. Al término de la misma se desvinculó del club al finalizar su contrato.
Entonces decidió seguir su carrera en el F. C. Cartagena, conjunto con el que firmó por dos años el 8 de julio de 2022. Jugó 99 partidos y dejó el club en enero de 2025 después de que el Elche C. F. abonara su cláusula de rescisión.

## Estadísticas
Actualizado al último partido disputado el 25 de mayo de 2025.
| Club                        | Div.          | Temporada     | Liga            | Liga            | Copas nacionales | Copas nacionales | Copas internacionales | Copas internacionales | Total | Total |
| Club                        | Div.          | Temporada     | Part.           | Goles           | Part.            | Goles            | Part.                 | Goles                 | Part. | Goles |
| --------------------------- | ------------- | ------------- | --------------- | --------------- | ---------------- | ---------------- | --------------------- | --------------------- | ----- | ----- |
| C. D. Tenerife "B" · España | 3.ª           | 2011-12       | Sin información | Sin información | 1                | 0                | —                     | —                     | 1     | 0     |
| C. D. Tenerife "B" · España | 3.ª           | 2012-13       | Sin información | Sin información | 6                | 1                | —                     | —                     | 6     | 1     |
| C. D. Tenerife "B" · España | 3.ª           | 2013-14       | Sin información | Sin información | 2                | 1                | —                     | —                     | 2     | 1     |
| C. D. Tenerife "B" · España | Total club    | Total club    | 0               | 0               | 9                | 2                | 0                     | 0                     | 9     | 2     |
| Real Murcia C. F. · España  | 2.ª B         | 2014-15       | 34              | 2               | 1                | 1                | —                     | —                     | 35    | 3     |
| Real Murcia C. F. · España  | Total club    | Total club    | 34              | 2               | 1                | 1                | 0                     | 0                     | 35    | 3     |
| C. D. Tenerife · España     | 2.ª           | 2015-16       | 18              | 0               | 1                | 0                | —                     | —                     | 19    | 0     |
| C. D. Tenerife · España     | Total club    | Total club    | 18              | 0               | 1                | 0                | 0                     | 0                     | 19    | 0     |
| U. D. Melilla · España      | 2.ª B         | 2016-17       | 17              | 1               | —                | —                | —                     | —                     | 17    | 1     |
| U. D. Melilla · España      | Total club    | Total club    | 17              | 1               | 0                | 0                | 0                     | 0                     | 17    | 1     |
| Extremadura U. D. · España  | 2.ª B         | 2017-18       | 43              | 6               | —                | —                | —                     | —                     | 43    | 6     |
| Extremadura U. D. · España  | Total club    | Total club    | 43              | 6               | 0                | 0                | 0                     | 0                     | 43    | 6     |
| Cádiz C. F. · España        | 2.ª           | 2018-19       | 31              | 3               | 3                | 0                | —                     | —                     | 34    | 3     |
| Girona F. C. · España       | 2.ª           | 2019-20       | 38              | 0               | 1                | 0                | —                     | —                     | 39    | 0     |
| Girona F. C. · España       | 2.ª           | 2020-21       | 2               | 0               | —                | —                | —                     | —                     | 2     | 0     |
| Cádiz C. F. · España        | 1.ª           | 2020-21       | 30              | 1               | 3                | 0                | —                     | —                     | 33    | 1     |
| Cádiz C. F. · España        | Total club    | Total club    | 61              | 4               | 6                | 0                | 0                     | 0                     | 67    | 4     |
| Girona F. C. · España       | 2.ª           | 2021-22       | 38              | 0               | 2                | 0                | —                     | —                     | 40    | 0     |
| Girona F. C. · España       | Total club    | Total club    | 78              | 0               | 3                | 0                | 0                     | 0                     | 81    | 0     |
| F. C. Cartagena · España    | 2.ª           | 2022-23       | 38              | 2               | 2                | 0                | —                     | —                     | 40    | 2     |
| F. C. Cartagena · España    | 2.ª           | 2023-24       | 35              | 2               | 2                | 0                | —                     | —                     | 37    | 2     |
| F. C. Cartagena · España    | 2.ª           | 2024-25       | 20              | 1               | 2                | 0                | —                     | —                     | 22    | 1     |
| F. C. Cartagena · España    | Total club    | Total club    | 93              | 5               | 6                | 0                | 0                     | 0                     | 99    | 5     |
| Elche C. F. · España        | 2.ª           | 2024-25       | 8               | 0               | —                | —                | —                     | —                     | 8     | 0     |
| Elche C. F. · España        | Total club    | Total club    | 8               | 0               | 0                | 0                | 0                     | 0                     | 8     | 0     |
| Total carrera               | Total carrera | Total carrera | 352             | 18              | 26               | 3                | 0                     | 0                     | 378   | 21    |
| 1. 2.                       |               |               |                 |                 |                  |                  |                       |                       |       |       |